# 호지킨 림프종
호지킨 림프종(Hodgkin's lymphoma)은 악성 림프종의 한 종류로, 병리조직학적으로는 호지킨 세포 또는 리드-스텐버그 세포 등이 발병하는 것이 특징이다. 병명은 1832년에 질병을 발견한 영국의 의사 토머스 호지킨에서 유래한다.

## 조직학적 분류
WHO 분류에 따르면 호지킨 림프종은 "고전형"과 "결절성 림프 구 우세형" 두 가지로 크게 분류된다.

## 증상
호지킨 림프종의 증상으로 림프절 종대, 체중 감소, 발열 등이 발생한다.

## 치료
고전 호지킨 림프종과 결절성 호지킨 림프종은 치료 방식이 다르다.

## 사례
- 영국의 가수 린든 데이비드 홀(Lynden David Hall)이 이 병으로 요절한 바 있다.
- 미국의 레슬러 빅 존 스터드도 이 병으로 요절하였다.